# موتور رسول بخش جدغال
موتور رسول بخش جدغال (بالإنجليزية: Mowtowr-e Rasul Bakhsh Jadgal)‏ هي منطقة سكنية تقع في سيستان وبلوتشستان في إيران. يقدر عدد سكانها بـ 109 نسمة .